# Воин (корвет, 1857)
«Воин» — парусно-винтовой корвет Черноморского флота Российской империи.

## Описание корвета
Парусно-винтовой корвет водоизмещением 1820 тонн, длина судна составляла 59,4 метра, ширина 11,2 метра, осадка — 5,3 метра. На корвете была установлена паровая машина мощностью 250 л. с. и один гребной винт.

## История службы
Корвет «Воин» был заложен в Николаеве 14 августа 1854 года, но, после спуска на воду в 1857 году был переквалифицирован в транспорт, поскольку его водоизмещение не соответствовало условиям Парижского мирного договора.
19 декабря 1870 года был выведен из боевого состава флотилии, разоружён и сдан в Николаеве к военному порту на хранение. Однако 6 августа 1871 года судно было расконсервировано и введено в строй. 1 октября того же года включено в состав Черноморского флота в качестве корвета. В 1874—1875 годах подвергся тимберовке. C 1880 по 1882 год использовался в Черноморском флоте в качестве учебно-артиллерийского судна.
27 октября 1886 года «Воин» был вторично разоружён и сдан Николаевскому порту, а 19 января 1894 года исключён из списков судов флота и продан на слом.

## Командиры
- до 10.03.1856 — 10.08.1859 — капитан-лейтенант (затем капитан 2-го ранга) Бертье-Делагард, Лев Александрович
- Чайковский, Дмитрий Иванович (1884)